# جان هال
جان هال (21 نوفمبر 1958 في نيوزيلندا - ) (بالإنجليزية: Jan Hall)‏ هي لاعبة كريكت نيوزلندية.

## وصلات خارجية
- جان هال على موقع إي آس بي آن كريك إنفو (الإنجليزية)